# مسعود مسيح الكاشاني
ركن الدين مسعود بن علي الكاشاني المتخلص بـمسيح/ مسيحي المعروف أيضا بـحكيم رُكنا (1577-1656م) هو طبيب وشاعر إيراني ومن الشعراء الفرس في البلاط المغولي في الهند.

## سيرته
ولد ركن الدين مسعود بن نظام الدين علي الكاشاني في عام 1577 بمدينة كاشان في عائلة تقلد عدد من أفرادها مناصب بارزة في الطب منهم والده نظام الدين علي من أطباء البلاط الصفوي لمدة ثلاث سنوات، ثم عين طبيباً في عهد محمد خدا بنده. أصبح ركن الدين مسعود طبيبا مشهورا وشاعرا منذ بداية شبابه. لقد قُبلت في بلاط عباس الأول.

هاجر كاشاني إلى الهند وفي أغرا، ساعده ميرزا جعفر آصف خان بحضور جلال الدين أكبر. ثم سافر إلى الله آباد، ولازم الأمير سليم وعاد إلى أغرا معه، «لكنه لم يبق هناك، وذهب إلى دكن». ومن هناك ذهب إلى بيجابور ثم عاد إلى أغرا حوالي 1023 هـ / 1614 م.

في عام 1040 هـ / 1630 ، خرج من الهند من أجل الحج وسافر إلى مشهد وكاشان وأصفهان وشيراز، ثم استقر في مسقط رأسه حتى توفي عام 1066 هـ / 1656 م.

## شعره
المسيح كاشاني يعتبر من الشعراء الموهوبين في عصره. له ثلاثة ديوان، نشرت في إيران والهند. في نظر ذبيح الله صفا، «إن كلامه شامل وواضح...بليغة ومعبرة، خالية من أي تصور يمكن تفصيله، مع أفكار ضيقة ودقيقة للغاية وإبهام رائعة.»

## آثاره
- مجموعة خيال
- ساقي نامة
- رام وسيتا
- القضاء والقدر